# Гатете, Джимми
Джимми Гатете (англ. Jimmy Gatete; род. 11 декабря 1982, Бужумбура) — руандийский футболист, нападающий. Выступал за сборную Руанды. Руандскими СМИ часто называется «легендой».

## Клубная карьера
Гатете родился в Бужумбура, Бурунди и начал футбольную карьеру в городе Кигали, выступая за молодёжную команду «Фламинго». В 1996 году дебютировал в чемпионате Руанды.
Перед сезоном 2004/2005 года, стал игроком южноафриканского Район Спорт, на правах годовой аренды был игроком АПР. Вернувшись в состав последних, он помог клубу выиграть чемпионат и национальный кубок.
В 2007—2009 годах выступал за «Район Спорт», затем за «Полис» и завершил карьеру в составе эфиопского «Сент-Джордж». После завершения карьеры переехал в США.

## Международная карьера
12 октября 2003 года в матче против сборной Намибии Гатете дебютировал в составе национальной сборную Руанды. 5 июня 2005 года в матче против сборной Нигерии он забил первый гол за сборную.

## Достижения
АПР
- Чемпион Руанды: 2003, 2005, 2006
- Обладатель Кубка Руанды: 2006

«Сент-Джордж»
- Обладатель Кубка Эфиопии: 2011